# Utkino (Kaliningrad)
Utkino (Уткино, deutsch Wolitta) war ein Ort in der russischen Oblast Kaliningrad (Gebiet Königsberg (Preußen)). Seine Ortsstelle befindet sich im Munizipalkreis Rajon Bagrationowsk (Stadtkreis Preußisch Eylau).

## Geographische Lage
Die Ortsstelle Utkinos liegt im südlichen Westen der Oblast Kaliningrad, zwölf Kilometer nördlich der früheren Kreisstadt Heiligenbeil (russisch Mamonowo) bzw. 45 Kilometer nordwestlich der heutigen Rajonshauptstadt Bagrationowsk (deutsch Preußisch Eylau).

## Geschichte
Das kleine und seinerzeit Wolitt genannte Dorf wurde 1430 gegründet. Vor 1600 nannte man es auch Wollitta, und nach 1674 bereits Wolitta. Wenige hundert Meter nördlich des Ortes lag am Frischen Haff (russisch Sewerny mys) ein Wasserhebewerk.
Im Jahre 1874 kam Wolitta zum neu errichteten Amtsbezirk Balga (russisch Wessjoloje) im ostpreußischen Kreis Heiligenbeil, dem es bis 1945 zugehörte.
In Wolitta waren im Jahre 1910 126 Einwohner registriert. Im Jahre 1933 zählte das Dorf 97, im Jahre 1939 94 Einwohner.
Mit dem gesamten nördlichen Ostpreußen kam Wolitta 1945 in Kriegsfolge zur Sowjetunion. 1947 wurde das Dorf in den Pjatidoroschny selski Sowet (Dorfsowjet Pjatidoroschnoje =Bladiau) eingegliedert, und 1950 bekam der Ort die russische Namensform „Utkino“. Anfangsnoch besiedelt, dann aber bald und schon lange vor 1975 verlassen verwaiste die Siedlung, die heute offiziell als untergegangen gilt. Ihre Ortsstelle gehört jetzt zum Rajon Bagrationowsk (Stadtkreis Preußisch Eylau) in der Oblast Kaliningrad (Gebiet Königsberg (Preußen)) in der Russischen Föderation.

## Religion
Bis 1945 war Wolitta in die evangelische Kirche Balga (russisch Wessjoloje) in der Kirchenprovinz Ostpreußen der Kirche der Altpreußischen Union eingepfarrt, römisch-katholischerseits in die Pfarrei in Heiligenbeil (russisch Mamonowo) im Bistum Ermland.

## Verkehr
Zu der nicht mehr erkennbaren Ortsstelle Utkinos resp. Wolittas führt eine Nebenstraße von Primorskoje (Wolittnick) als Uferstraße, die bis zur Ortsstelle Losowojes (Kahlholz) und weiter bis zum Kahlholzer Haken (russisch Sewerny mys) verläuft.
Wolittnick war bis 1945 die nächste Bahnstation an der Bahnstrecke Berlin–Königsberg. Heute ist es Primorskoje an der verbliebenen russischen Teilstrecke Bahnstrecke Kaliningrad–Mamonowo.